# 1384
Cette page concerne l'année 1384  du calendrier julien.
L'année 1384 est une année bissextile qui commence un vendredi.

## Événements
- 26 janvier : signature à Leulinghem d'une trêve pour neuf mois entre la France et l'Angleterre, incluant l'Écosse et la Castille, alliées de la France, et les Gantois, alliés de l'Angleterre. Le 14 septembre, elle est prorogée jusqu'au 1er mai 1385[1]
- 30 janvier : l’héritage flamand (Franche-Comté, comtés de Flandre, d’Artois, de Nevers, etc.) est intégré aux domaines du duché de Bourgogne à la mort de Louis de Male, comte de Flandre et beau-père de Marguerite, femme de Philippe le Hardi[2].
- Février : Binnya Nwe monte sur le trône d'Hanthawaddy, en Basse-Birmanie, sous le nom de Razadarit[3].
- 6 avril, crise portugaise : Nuno Álvares Pereira remporte une victoire indécise pour la faction de Aviz à la Bataille des Atoleiros (« bataille des bourbiers »)[4].
- 11 avril : les troupes anglaises, conduites par Jean de Gand, envahissent l'Écosse. Les Écossais dévastent leur propre territoire et les Anglais doivent se retirer faute de ravitaillement[5].
- 6 mai : siège de Lisbonne par les Castillans (fin le 3 septembre)[6].
  - À Lisbonne les partisans de Jean d'Aviz pillent la juiverie. Le Grand Rabbin Don Jeuda ben Menir, ancien trésorier et rendeiro (fermier des impositions) du roi Fernando, partisan de l’union avec la Castille, est chassé par la foule et se sauve à la cour de Castille, où il demeure jusqu’en 1394[7].
- 16 juin[8] : Antoine Adorno est élu doge de Gênes (fin en 1390).
- 24 - 25 juillet : prise d'Arles par le chef tuchin allié de Charles Duras Ferragut[9].
- 3 septembre : Jean Ier de Castille doit lever le siège de Lisbonne à cause de la peste[10].
- 20 septembre : Louis Ier d'Anjou meurt de maladie près de Bari en Italie[11]. Son fils Louis II d'Anjou (1377-1417) devient roi de Naples et comte de Provence sous la régence de sa mère Marie de Blois.
- 29 septembre[12] : Enguerrand de Coucy s'empare d'Arezzo qu'il vend aux Florentins le 5 novembre.
- 16 octobre : Hedwige (Jadwiga) d’Anjou, fille de Louis Ier le Grand est reconnue et couronnée « roi » de Pologne à Cracovie au détriment de sa sœur aîné Marie[13].
- 10 novembre : Charles de Durazzo retourne à Naples où il convoque le pape de Rome Urbain VI, qui refuse, ce qui entraine la rupture entre les deux hommes[14].
- 17 novembre[15] : Arezzo est annexée par Florence.